# 電気抵抗
電気抵抗（でんきていこう、英: electrical resistance）、レジスタンス、または抵抗（ていこう）とは、電流の流れにくさのことである。
電気抵抗の国際単位系 (SI) における単位はオーム（記号：Ω）である。
また、その逆数はコンダクタンス（英: electrical conductance）と呼ばれ、電流の流れやすさを表す。コンダクタンスのSIにおける単位はジーメンス（記号: S）である。

## 概要
超伝導体以外の全ての物質は、電流を流した時に熱が発生し、電気エネルギーの一部が失われる。これは、非常に電気を流しやすい金属であっても例外ではない。導線の電気抵抗は、太いほど小さくなり、長いほど大きくなる。材質の違いも電気抵抗の大きさに影響を与える。一般に、金属は温度が高くなるほどに電気抵抗率が高くなり、半導体は温度が高くなるほどに電気抵抗率が低くなり、電解質はイオン濃度が大きく・イオン移動度が大きくなるほど抵抗値が低くなる（電気伝導を参照）。
物体の電気抵抗 R は、それに印加される電圧 V とそこを流れる電流 I の比で表される。
{\displaystyle R={V \over I}}
多くの物質にとって、与えられた温度での電気抵抗 R は定数である。その物質を流れる電流や電位差（電圧）で抵抗値が変化することはない。そのような材料をオーム性材料 (英: Ohmic material) と呼ぶ。オーム性材料でできた物体の一定の抵抗値の定義をオームの法則（英: Ohm's law）と呼ぶ。
（オームの法則に従わない）非線形の伝導体では、電流や電圧の変化にともなってその比が変化する。そのときのI–V曲線を "chordal resistance" あるいは "static resistance" と呼ぶこともある。

## 電気抵抗の原因

### 金属の場合
金属における電気抵抗は、主に伝導電子とフォノンの相互作用によって生じる。金属の温度上昇によって電気抵抗も上昇するのは、温度上昇によってフォノンが増加するためである。ほかに結晶の格子欠陥も電気抵抗の原因の1つだが、純粋な金属ではその影響は無視できる程度である。

### 絶縁体や半導体の場合
絶縁体や半導体においては、フェルミエネルギーがバンドギャップ（禁制帯）に存在する（バンド理論参照）ため、価電子帯と伝導帯が近接していない。そのため、価電子にエネルギーを供給し、伝導帯までポテンシャルを引き上げるためには、金属と比較して大きなエネルギーが必要であり、一連の相互作用において、より多くのエネルギーが熱に変換される。
不純物を加えた半導体では、ドーパント（不純物）の原子を増やすことで、伝導帯に自由電子を供給したり、価電子帯に正孔を生じさせることで電荷担体密度が増大していくため、電気抵抗が小さくなっていく。不純物を大量に含ませた半導体は、電気的に金属に近づいていく。高温になると、熱によって励起された電荷担体が支配的になり、ドーパントの量はあまり関係なくなって、温度上昇に伴って指数関数的に電気抵抗が低下していく。

### イオン性液体/電解質の場合
電解液では、電流を担うのは電子や正孔ではなく、イオンである。イオン性液体の電気抵抗率は濃度によって大きく変化する。蒸留水はほぼ不導体だが、塩水は電気伝導性が高い。細胞膜において電流を担うのはイオン化した塩である。細胞膜には特定のイオンを選択的に通す小さな穴（イオンチャネル）があり、それによって細胞膜の電気抵抗が決まる。

## 導電率と抵抗率
比例定数σ、その場所の電界をE、電流密度を j とすると、
{\displaystyle {\boldsymbol {\mathit {j}}}=\sigma {\boldsymbol {\mathit {E}}}}
となる。σは物理定数でこれを導電率（どうでんりつ）または電気伝導率（でんきでんどうりつ）という。これの逆数1⁄σを電気抵抗率（でんきていこうりつ）あるいは単に抵抗率（ていこうりつ）または比抵抗（ひていこう）といい変数の文字として「ρ」を用いることもある。

## 電気伝導体と抵抗器

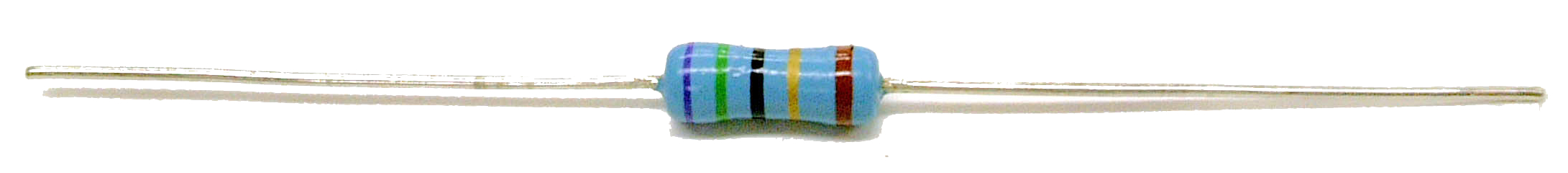
75Ωの抵抗器

電気抵抗を低く抑え電気エネルギーのロスを最小限にした金属ワイヤーなどの物体を電気伝導体と呼ぶ。電気抵抗が特定の値になるよう設計された電気エネルギーを消費する電子部品を抵抗器と呼ぶ。電気伝導体は金属など伝導性の高い材質を使っており、特に銅とアルミニウムがよく使われる。抵抗器は様々な材料を使って作られており、消費するエネルギーの量（耐えられる電圧や電流の定格）、抵抗値の精度、価格などによって異なる。

### 直流抵抗
抵抗値は物体の長さが長くなると増大し、断面積が大きくなると低下する。断面積が一様な物体の電気抵抗 R とコンダクタンス G は次のように表される。
{\displaystyle R=\rho {\frac {\ell }{A}}\,}
{\displaystyle G={\frac {\sigma \,A}{\ell }}}
ここで、{\displaystyle \ell } はその物体の長さ（単位はメートル）、A は断面積（単位は平方メートル）、ρは材質によって決まる電気抵抗率（単位はオーム・メートル (Ω m)）である。電気抵抗率はその材料の電流の流れ難さを示す値である。直流の場合、コンダクタンスは電気抵抗の逆数となる。
{\displaystyle G={\frac {1}{R}}}
実際には導体の断面に対して電流密度は一様とは言えないが、導線の電気抵抗については上の式がよい近似となっている。

### 交流抵抗
導線を交流電流が流れる場合、表皮効果によって実効的断面積が小さくなる。また導体が隣接しているところに交流電流が流れると、近接効果によって直流の場合や導体が単独の場合よりも電気抵抗が高くなる。商用電源では巨大な電流が巨大な導体を流れていることから、これらの効果は大きい。
回路に交流電流が流れる場合、それを妨げるのは電気抵抗だけでなく、電流の変化によって生じる電磁場も電流が流れるのを妨げようとする。これをリアクタンスと呼ぶ。リアクタンスと電気抵抗の影響を1つにまとめたのがインピーダンスである。

## 抵抗値の測定
電気抵抗を測定する装置を絶縁抵抗計と呼ぶ。単純なものでは測定のためのリード線の電気抵抗が無視できなくなるため、低い電気抵抗を正確に測定できない。そのため、より正確に測定するには四端子測定法を用いる。

## 様々な物質の電気抵抗率
| 物質     | 電気抵抗率 (Ω・m) |
| -------- | ----------------- |
| 金属     | 10−8              |
| 半導体   | 可変              |
| 電解液   | 可変              |
| 絶縁体   | 1016              |
| 超伝導体 | 0                 |

## 簡略化したバンド理論

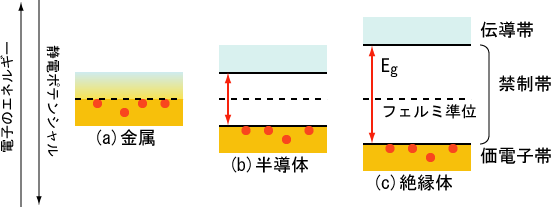
不導体では禁制帯が大きい。

量子力学によれば、原子内の電子は任意のエネルギー値をとることができないとされる。電子が占めることができる固定のエネルギー準位がいくつかあり、それらの中間の状態をとることはできない。それらエネルギー準位は2つの帯、「価電子帯」と「伝導帯」に分けられ、後者の方が前者よりもエネルギーが高い。伝導帯にある電子は、電場が存在すればその物体内を自由に移動できる。
不導体と半導体では、伝導帯と価電子帯の間に禁制帯という電子が占めることができないエネルギー準位の領域がある。電流を流すには、相対的に大量のエネルギーを与えて電子にこの禁制帯を飛び越えさせる必要がある。そのため、高電圧を印加しても相対的に小さな電流しか流れない。

## 微分抵抗と負性抵抗
電流と電圧の関係が線形でない場合、I–V曲線の描く線の傾きをdifferential resistance（微分抵抗）、incremental resistance、slope resistance などと呼ぶ。すなわち、次のようになる。
{\displaystyle R={\frac {\mathrm {d} V}{\mathrm {d} I}}\,}
線形でなければこの値は電流電圧いずれに対しても一定値にならないので、条件となる電圧か電流を指定する必要がある。
この量を「電気抵抗」と呼ぶこともあるが、上掲の定義とこちらの定義が一致するのは理想的な抵抗器などのオーム性材料だけである。例えばダイオードは、電流や電圧の変化によって電気抵抗が変化する電子部品である。また、この量を「交流抵抗（値）」と呼ぶ場合がある。考え方としてはトランジスタ等の交流増幅率と同じで、微小な交流入力信号に一定バイアスを乗せて対象デバイスに電流を流すと、（出力信号の振幅）＝（指定バイアス時の交流抵抗）×（入力信号の振幅）となる。上述のリアクタンス等の意味での「交流抵抗」とは意味も趣旨も全く違う。
I–V曲線が直線でない場合、電圧または電流のある範囲では微分抵抗が負となる場合がある。これを「負性抵抗」と呼ぶが、より正確には「負性微分抵抗」（英: negative differential resistance）と呼ぶ。ただしその場合に実際の電流と電圧から電気抵抗を計算してもその値が負になるわけではない。負性抵抗を示す電子部品として、例えばトンネルダイオードがある。
微分抵抗が役立つのは、非線形な電子部品と線形な電源/負荷を小さな間隔で比較する場合のみである。例えば、ツェナーダイオードに様々な値の電流を流したときの電圧安定性の評価で必要となる。
微小信号モデル技法は非線形部品の解析によく使われ、直流の動作点（バイアスポイント）を選択して、その動作点での方程式の線形化を使用する。

## 電気抵抗の変化

### 温度による電気抵抗の変化
常温付近では、主な金属の電気抵抗は温度上昇に比例して増大し、主な半導体の電気抵抗は逆に低下していく。電気抵抗の温度による変化量は、その材質の電気抵抗率の温度係数α を使って、次の式で計算できる。
{\displaystyle R(T)=R_{0}[1+\alpha (T-T_{0})]\,\!}
ここで T は温度、T0 は基準温度（一般に常温）、R0 は T0 における電気抵抗、α は単位温度当たりの電気抵抗の変化率である。α は対象とする物質によって決まる定数である。ただしこの式は近似的なものであって、電気抵抗の変化は物理的には非線形であり、α が温度によって変化する。そのため α にはそれを測定したときの温度を添えるのが一般的で α15 などと表し、その温度周辺でしか使えないことを示す。
低温（デバイ模型未満）では、温度低下に伴ってフォノンによる電子散乱が少なくなるため、T5 に比例して金属の電気抵抗が低下していく。さらに低温になると、電気抵抗の主要因は電子同士の衝突となり、T2 に比例して温度低下と共に電気抵抗が低下していく。ある温度まで下がると金属内の不純物が電子散乱の主要因となり、電気抵抗はある値より低下しなくなる。マーティセンの法則（1860年代に Augustus Matthiessen が定式化。下記の式はそれを現代風にしたもの）によれば、それらの異なる振る舞いの総和によって温度と電気抵抗の関係が表されるとしている。
{\displaystyle R=R_{\text{imp}}+aT^{2}+bT^{5}+cT\,}
ここで Rimp は不純物によって決まる最低の電気抵抗で、温度によって変化しない。係数 a、b、c は金属の特性によって決まる。この法則を確かめる実験を行ったヘイケ・カメルリング・オネスは1911年、超伝導を発見することになった。
真性半導体は高温になると良導体となる。熱エネルギーによって電子が励起して伝導帯に移り、価電子帯に正孔を残す。そうした電子は自由に動けるようになり、正孔も自由に動くことができる。典型的な真性半導体の電気抵抗は温度上昇に伴って指数関数的減衰する。
{\displaystyle R=R_{0}e^{-aT}\,}
不純物半導体の電気抵抗と温度の関係は遥かに複雑である。絶対零度から温度を上げていくと、ドナー原子あるいはアクセプター原子から電荷担体が離れていくため、電気抵抗は急激に低下していく。ほとんどのドナー原子やアクセプター原子が電荷担体を失うと、金属とほぼ同様の状態となるため、温度上昇に伴って若干電気抵抗が上昇しはじめる。さらに温度が上昇するとドナー/アクセプターによる電荷担体はあまり支配的ではなくなり、真性半導体と同様に熱エネルギーで励起された電子とそれによって生じた正孔が電流を担うため、電気抵抗は急激に低下する。
電解液や不導体の電気抵抗は非線形に変化し、材質によってそれぞれ異なる変化を示す。そのため一般的な式を示すことはできない。

### 歪みによる電気抵抗の変化
導体の電気抵抗は温度によって変化するが、同時に歪みによっても変化する。導体に張力（物体を引き伸ばそうとする応力）をかけると、長さが延びて断面積が小さくなる歪みが生じるため、電気抵抗は高くなる。逆に圧縮すると、電気抵抗は低下する。この現象を応用して歪みを測定する「ひずみゲージ」がある。